# 中国国民党革命委员会上海市委员会
中国国民党革命委员会上海市委员会，简称民革上海市委、上海民革，是中国国民党革命委员会在上海市的地方组织。